# Sydskånska gymnasiet
Sydskånska gymnasiet drevs som ett kommunalförbund (Sydskånska gymnasieförbundet) fram till 1/1 2016, då Ystads kommun tog över ägandet. 
Ägarna av förbundet var tidigare Ystad, Sjöbo och Tomelilla kommuner. Gymnasiet bytte i samband med övergången namn till Ystad Gymnasium. 

## Skolor
Ca 3 000  elever går på någon av förbundets skolor som är:
Österportsgymnasiet (Ystad) 
Parkgymnasiet (Ystad)
Berghusagymnasiet (Ystad)
Malenagymnasiet (Sjöbo)
Tomelilla hantverksgymnasium (Tomelilla)
Nils Holgerssongymnasiet (Skurup t.o.m. våren 2008) (Sjöbo fr.o.m. hösten 2008)

Gymnasiet har ett av Sveriges största upptagningsområden och har dessutom idrottsgymnasium i både handboll och fotboll där man genom året vunnit SM-guld i Skol-SM ett antal gånger. Handbollskillarna har varit flitigast på detta men även fotbollsgymnasiet har titlar på meritlistan där pojkar vann för första och hittills enda gången 2002, medan tjejerna vann senast 2005. Skolan har en mängd olika program att välja på. 

### Konflikter hotar förbundet
I december 2007 beslöt Skurups kommun att lämna förbundet. Enligt förbundsordningen tar det tre år att lämna Sydskånska gymnasieförbundet. Trots detta sade Skurup upp hyresavtalet för Nils Holgerssongymnasiet. Förbundet blir tvingade att flytta från Skurup under 2008. Programmet Fordon (transport) kommer att flyttas till en ny skola i Sjöbo och Naturbruk (djurvård) flyttas till Ystad Naturbruk (jord) läggs ner. 
Förbundet tar även med sig namnet Nils Holgerssongymnasiet till den nya skolan i Sjöbo.